# Pardosa kronestedti
Pardosa kronestedti este o specie de păianjeni din genul Pardosa, familia Lycosidae, descrisă de Song, Zhang și Zhu în anul 2002. Conform Catalogue of Life specia Pardosa kronestedti nu are subspecii cunoscute.